# Teatro Satanico
Teatro Satanico, originalmente Teatro Satanico Charles Manson, è un gruppo dark ambient e post-industriale italiano fondato a Bassano del Grappa nel 1993.

## Storia
Il Teatro Satanico nasce nel 1993 a Bassano del Grappa come Teatro Satanico Charles Manson, per opera di Devis Granziera e Alberto Maria Kundalini.
Nonostante il nome, la band non fa riferimento al satanismo, bensì ad un atteggiamento mostrato da parte degli artisti romantici e decadenti, nei confronti della religione, considerata come "ostacolo alla libertà creativa".
Dal 2007 il Teatro Satanico è un duo "laptop-punk" composto da Devis Granziera e Roberto "Kalamun" Pasini.
Nel 2014 il duo Teatro Satanico, prende parte alla realizzazione dell'album Hymns To The Great Gods Of The Universe nel supergruppo New Processean Order, composto da vari artisti di area industrial, tra i quali Angelo Bergamini ed Elena Alice Fossi dei Kirlian Camera, Der Bekannte Post Industrielle Trompeter e XxeNa, Davide Tozzoli (N.), ed altri. L'album viene pubblicato dall'etichetta End Of Kali Yuga Editions, di proprietà di Alessandro Papa.

## Formazione

### Formazione attuale
- Devis Granziera
- Roberto Pasini
- Mauro Martinuz
- Nathalie Antonello

### Ex componenti
- Alberto Maria Kundalini

## Discografia

### Album in studio
- 1993 - Delirio Sifilitico
- 1994 - Mephitic Coitus
- 2000 - Untitled
- 2003 - Going Down
- 2003 - Teatro Satanico
- 2006 - Canzoni Alpine
- 2007 - La Tempesta
- 2008 - Black Magick Block
- 2008 - Chidakasha
- 2008 - Untitled
- 2007 - Alma Petroli
- 2009 - Veneto
- 2011 - Der tod in Venedig
- 2012 - fATWA
- 2013 - XX
- 2017 - Friends and Fiends

### EP
- 2005 - Untitled
- 2007 - Pan ist tod
- 2010 - Kali Yuga A Go-Go
- 2011 - Gold in blei
- 2011 - Disco Cianciulli

### Singoli
- 1994 - Teatro Satanico / Pervas Nefandum - Polisatanismo / Le Dolci Cose Perdute
- 2002 - L.U.W. / El Diaul El Chamuco
- 2003 - Nový Svět / Teatro Satanico - Confessa Tutto!
- 2006 - Teatro Satanico / Muzakiller - Untitled
- 2007 - Inno A Satana / Lucifer

### Split
- 2003 - Nový Svět / Teatro Satanico

### Videografia
- 1993 - TV Satanico
- 1995 - Delirio Sifilitico
- 2005 - Bitchcraft / Witchcraft
- 2005 - La Taranta
- 2005 - Mephitic Coitus
- 2005 - Dissertazioni Catodiche Di Teologia Applicata Su Nastro Magnetico
- 2010 - Niente Da Vedere